# Sigrun Loe Sparboe
Sigrun Loe Sparboe (Harstad, 28 novembre 1983) è una cantante norvegese.

## Biografia
Sigrun Loe Sparboe ha iniziato la sua attività musicale come cantante del gruppo Sigrun and the Kitchen Band, che ha fondato nel 2006 e con cui ha pubblicato tre album, realizzando tournée nazionali attraverso la Norvegia. Nel 2013 è uscito il suo album di debutto come solista, Uten at du vet det, che è entrato nella classifica norvegese alla 27ª posizione.
Il suo secondo album, Vindfang, è uscito nel 2015. Una delle tracce, Andre klær, ha ricevuto un premio dall'Associazione norvegese dei compositori e dei parolieri (NOPA) per il testo e per le musiche. Nel 2018 il suo terzo album Labyrint le ha fruttato il premio annuale Ole Vig per il suo impegno nella promozione della cultura norvegese.

## Discografia

### Album in studio
- 2013 – Uten at du vet det
- 2015 – Vindfang
- 2018 – Labyrint

### Singoli
- 2014 – Folk i husan
- 2015 – Vindfang
- 2015 – 12 spor
- 2017 – Dagan i fingertuppan
- 2018 – Nordfolket
- 2018 – Lyst
- 2018 – Til høsten